# Östberga gård

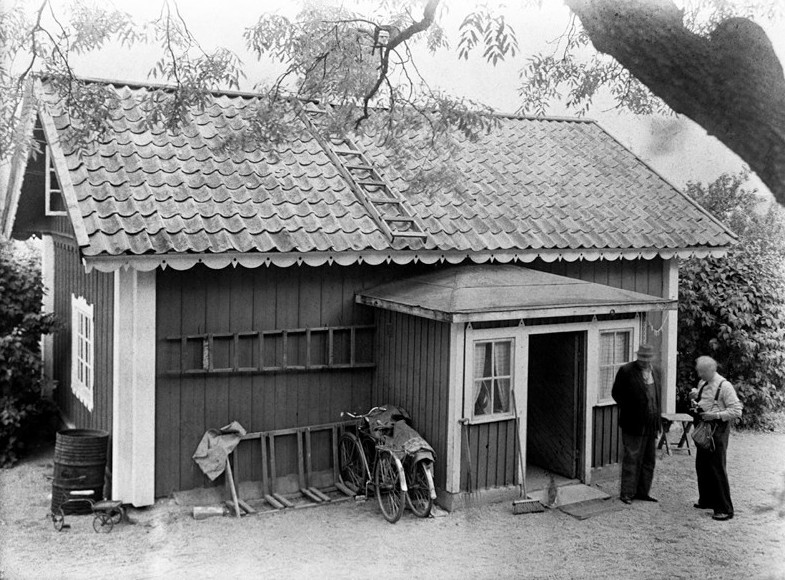
Östberga gård, bostadshuset 1949.

Östberga var en mindre gård belägen i nuvarande stadsdelen Östberga i södra Stockholm. Gården var en av de äldsta i Brännkyrka socken och gav stadsdelen sitt namn. De sista byggnaderna revs när bostadshusen i kvarteret Stamtavlan vid Stamgatan börjades uppföras på 1950-talets slut.

## Historik
Trakten kring Östberga var bebodd redan under bronsåldern som många fornlämningar kan vittna om. Öster om gården har man funnit gravfält från vikingatiden. Själva Östberga omnämns i skrift första gången 1397 som Ij østeberghom. 1440 talas det om en hannis j øsberge och i Stockholms tänkeböcker 1492–1500  förekommer 1493 en Johan i Øssberge.

### Historiska kartor

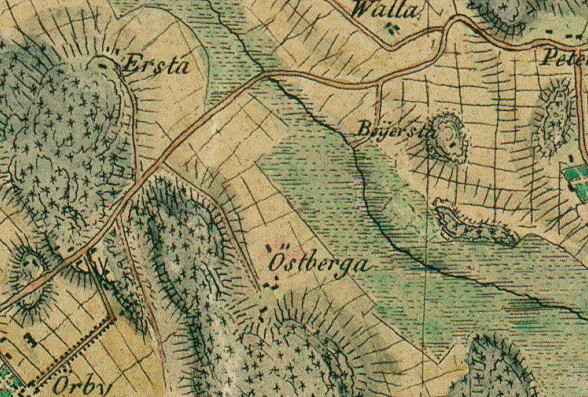
1817.
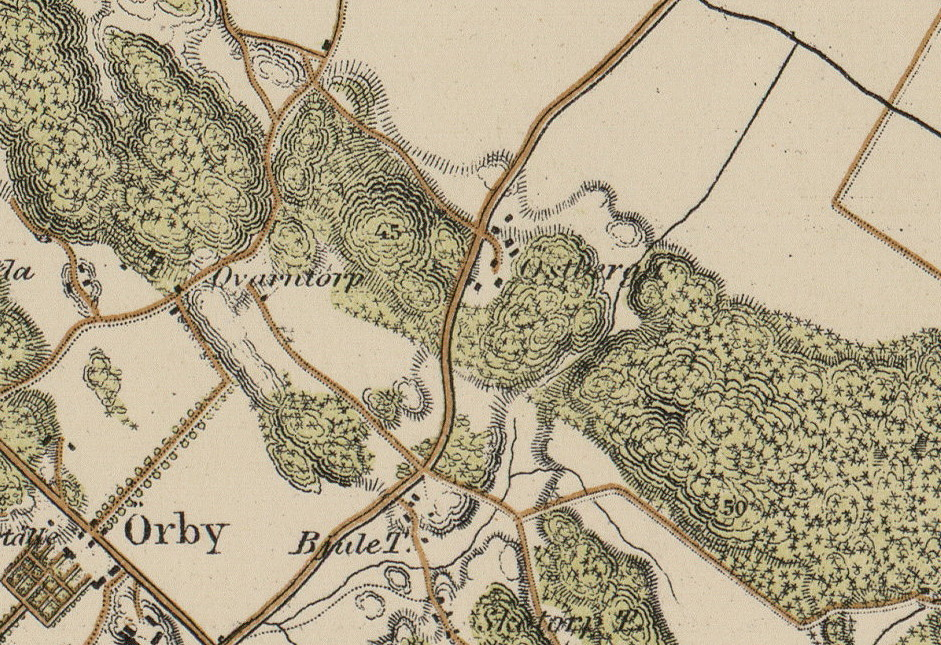
1861.
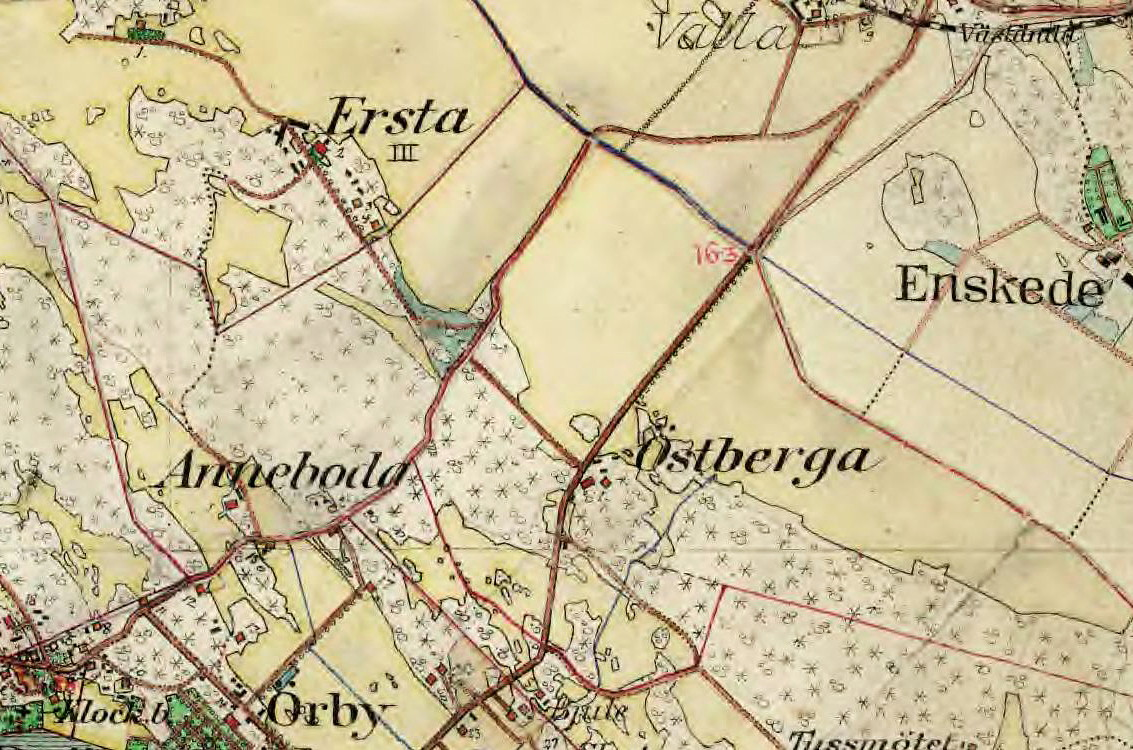
1900.
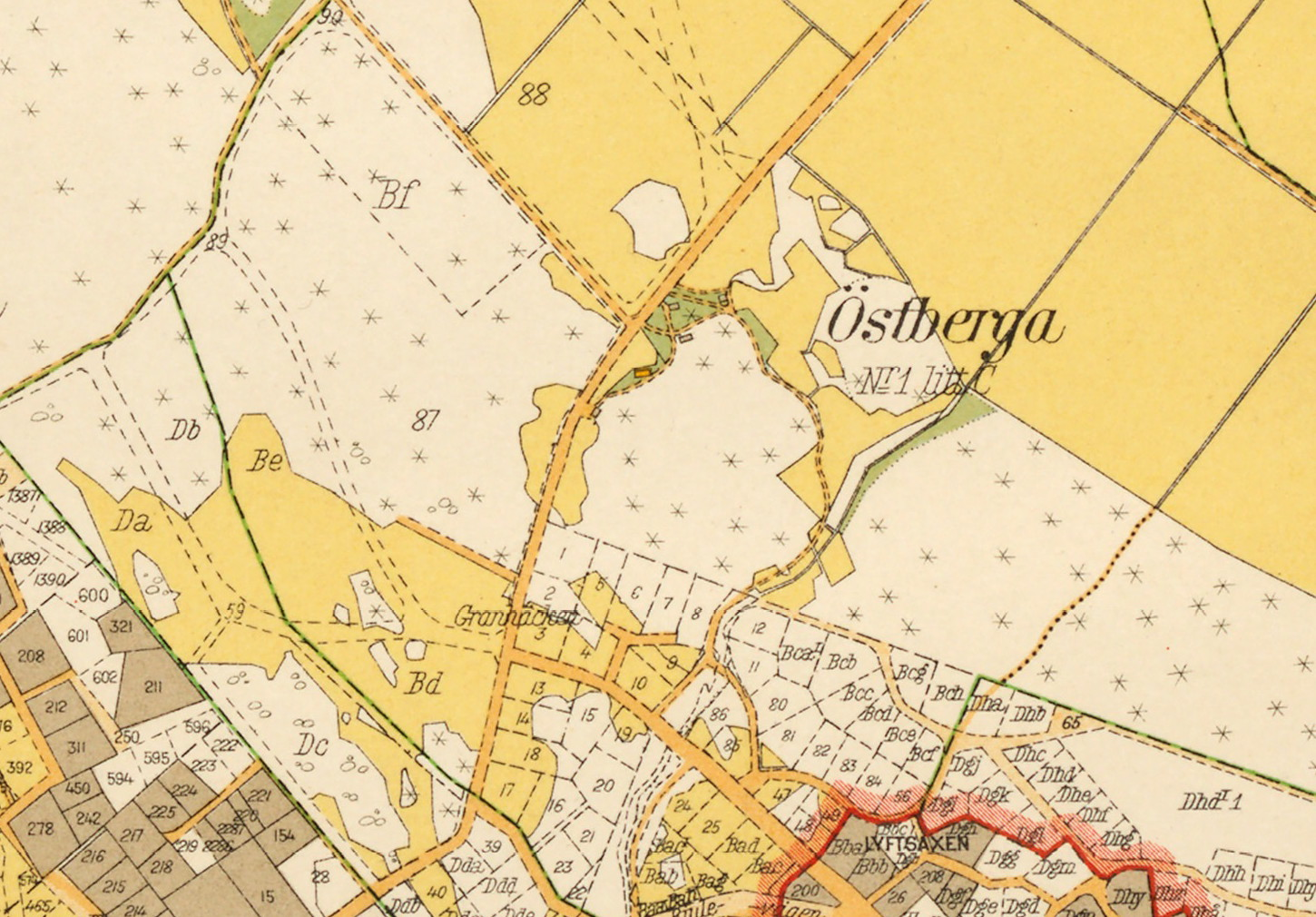
1912.

### Namnet och läget
Ortnamnet Östberga har troligen motiverats av bebyggelsernas läge i förhållande till det höga terrängparti som söderifrån skjuter fram mot dagens Årstafältet. Pendang till Östberga blev således Västberga. Östberga var en av flera gårdar som fanns runt det stora bördiga Valla gärde (dagens Årstafältet) och som en gång i tiden var en vik av Östersjön. Numera är Valla å en sista rest av havsviken. Närmaste grannar var Ersta, Valla gård, Bägersta gård och Enskede gård samt längst i nordväst Årsta gård. 
Området var delat mellan Årsta norr om Valla å, Ersta väster om Göta landsväg och Östberga öster därom. Östbergas ägor omfattade även Svedmyra och Tallkrogen.
På 1700-talet bestod Östberga av fyra byggnader. Östbergas närmaste vägförbindelse in mot Stockholm och söderut mot Brännkyrka kyrka var Göta landsväg, därifrån gick en mindre byväg fram till gården. Först när Huddingevägen anlades på 1800-talets mitt kom Östberga att ligga direkt intill en huvudväg. Kring sekelskiftet 1900 fungerade Östberga som utgård till godset Enskede. Stockholms stad övertog gården 1912.

### Gårdens byggnader

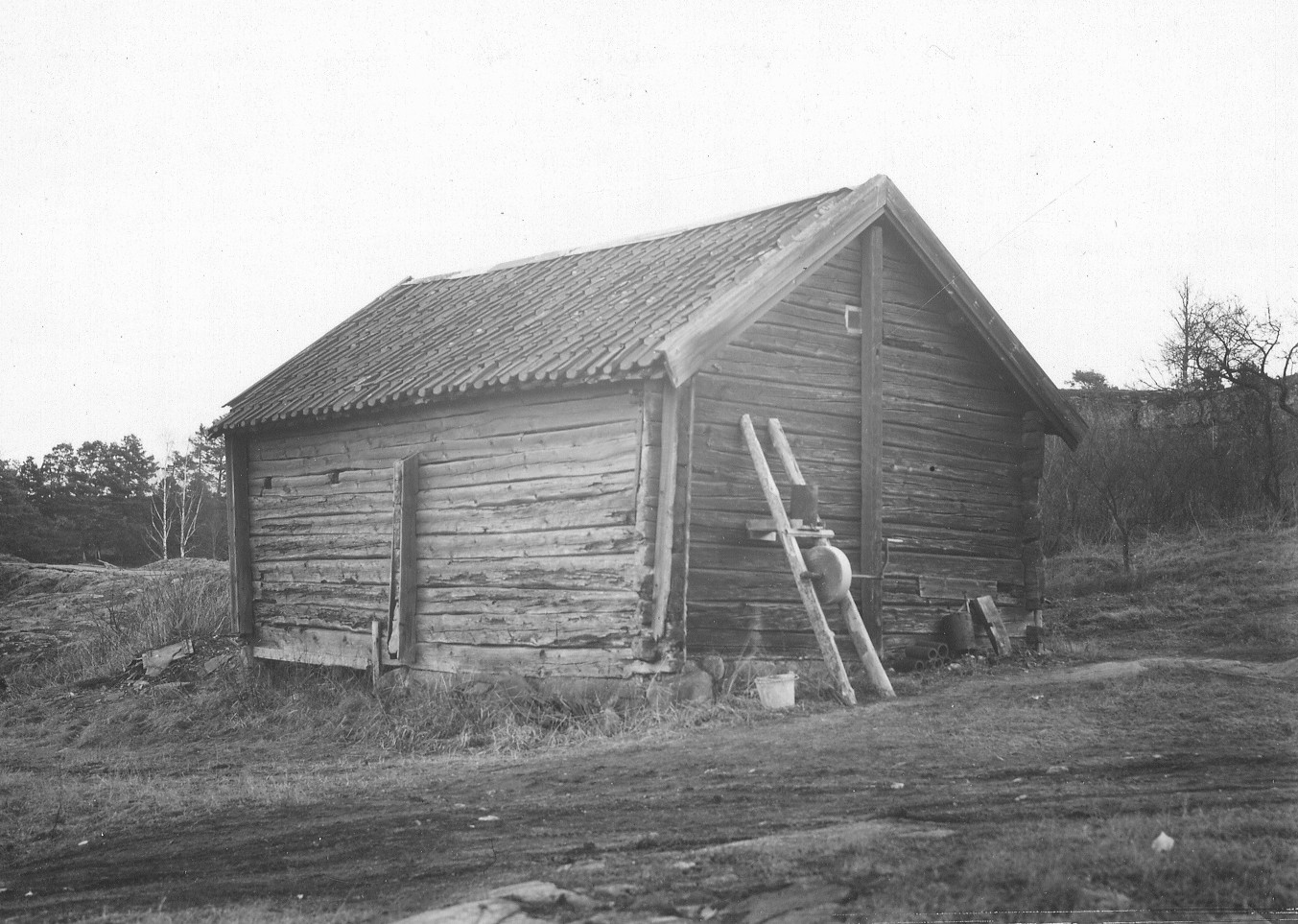
Hönshus och lider 1947.
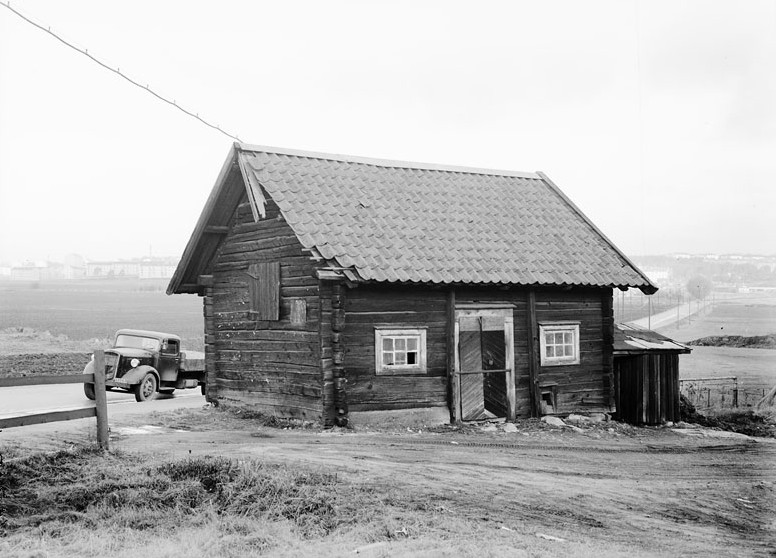
Stall 1947.
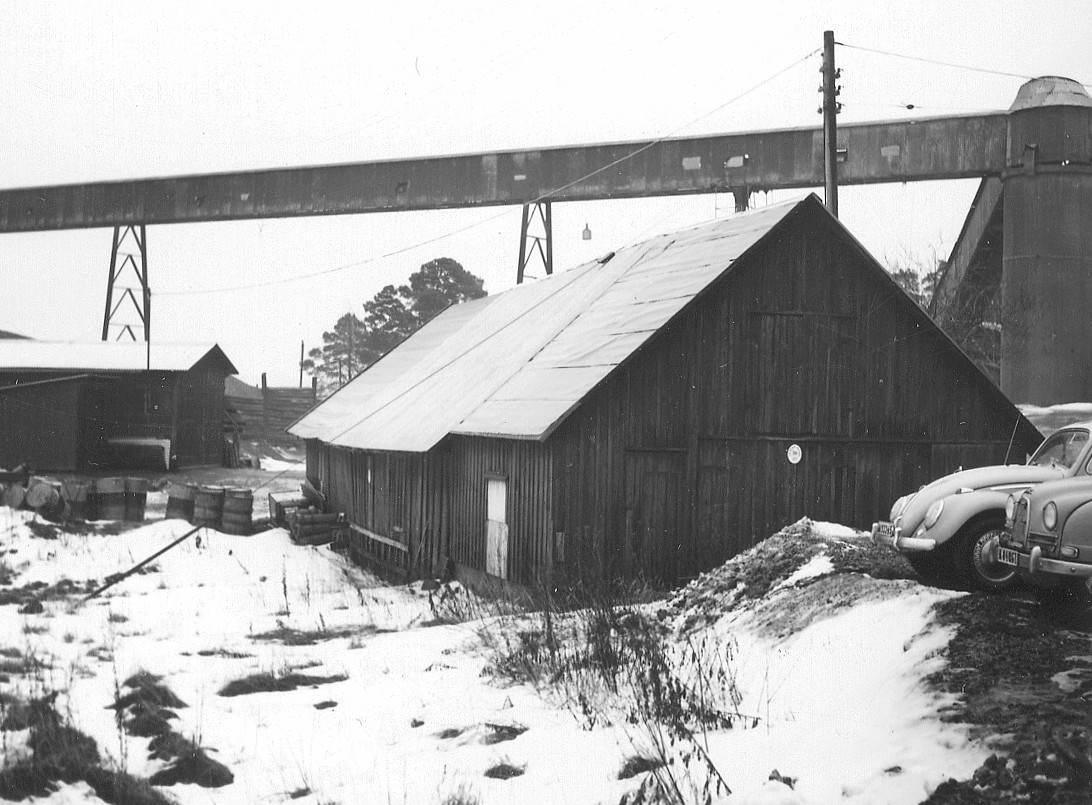
Lada 1957.
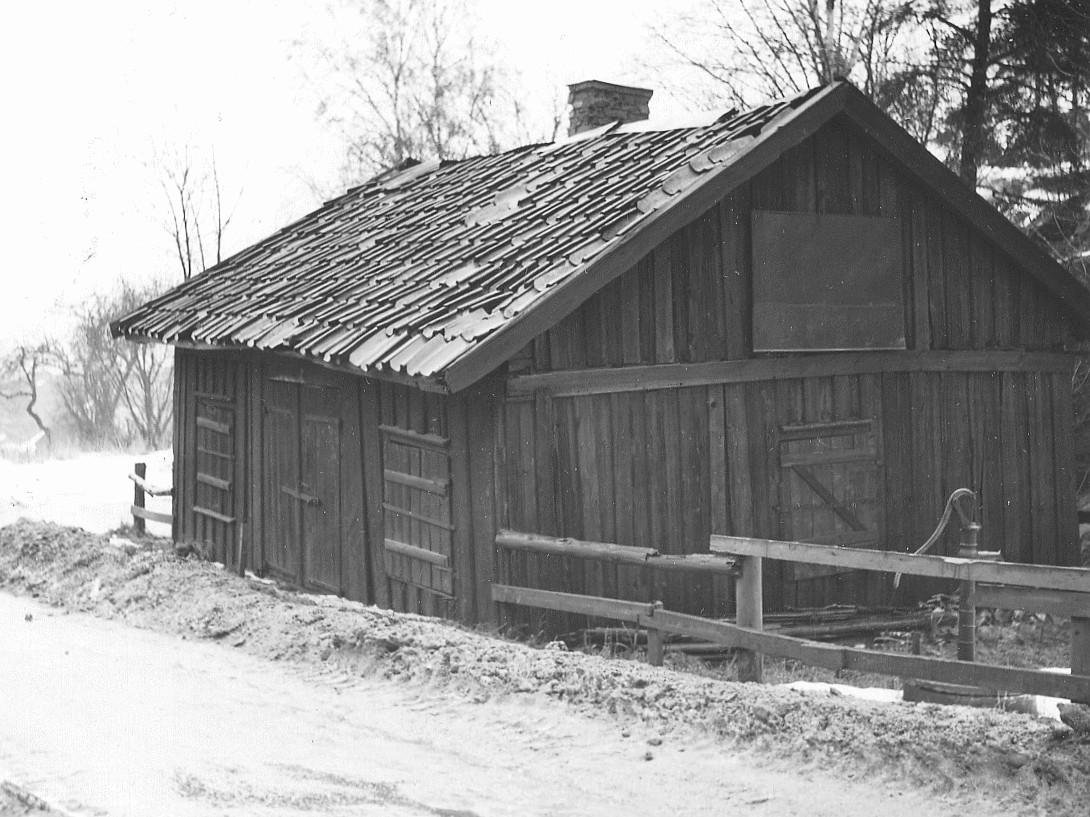
Smedja 1965.

### Gårdens vidare öden
Jordbruk bedrevs på Östberga ända in på 1960-talet och man höll hästar och hade ridskola. Vid Stadsmuseets inventering på 1950-talet fanns enbart mangården och en stallbyggnad kvar. 1958 beskrevs gården som obebodd och sedan länge fallfärdig. I samband med bygget av bostadshus i kvarteret Stamtavlan vid Stamgatan, även kallad Gamla Östberga, revs de flesta husen. Smedstugan försvann 1970.
Gårdstomten bebyggdes dock inte. Den ligger inklämd på ett mindre grönområde mellan Huddingevägen, Östbergavägen och Tussmötevägen. Inom området har funnits en enkelstuga om 8x5 meter och ett stall om 5x3 meter samt omkring åtta uthus. Kvar i ytan finns endast en källargrund. Området är ett fornminne, dock starkt skadat av vägar och schaktningar.

## Referenser

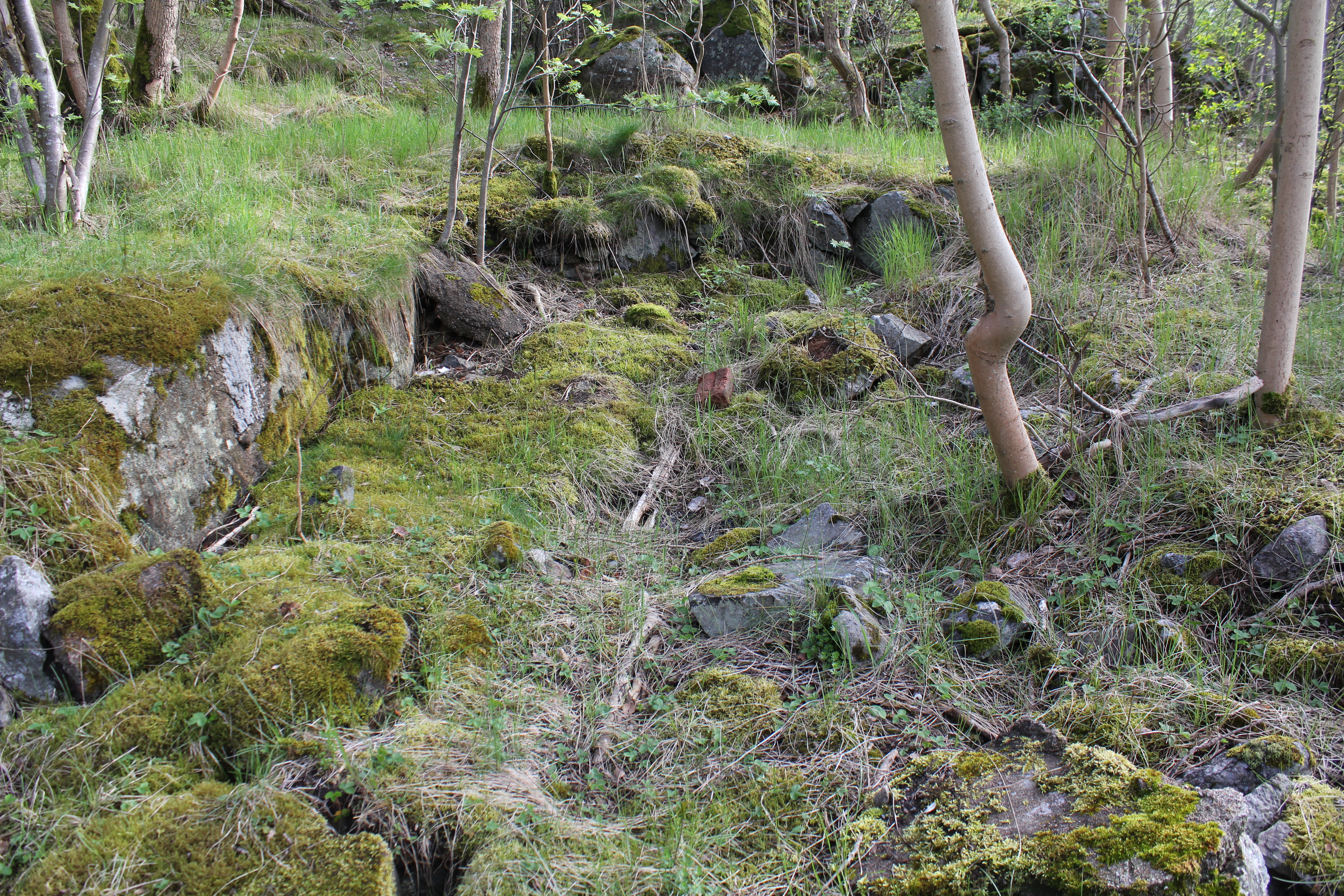
Östberga bytomt med kvarvarande husgrund.

## Närbelägna gårdar
- Bägersta gård
- Enskede gård
- Ersta gård
- Valla gård